# Dariusz Wódke
Dariusz Wódke (ur. 26 lutego 1957 w Warszawie) – polski szermierz, szablista, indywidualny mistrz świata (1981).

## Życiorys
Był zawodnikiem klubu AZS Warszawa. Swój największy sukces w karierze osiągnął, zdobywając indywidualnie mistrzostwo świata w szabli w 1981. Drużynowo zdobył w tych zawodach jeszcze dwa brązowe medale (1979 i 1981), raz jego zespół zajął czwarte miejsce (1982), raz piąte (1983). Brązowy medal w drużynie zdobył także zawodach Przyjaźń-84. W mistrzostwach Polski zajmował indywidualnie pierwsze miejsce w 1979 i 1983, drugie w 1981, 1982, 1988, trzecie w 1980 i 1985, w drużynie był mistrzem Polski w 1976, 1980, 1981, 1982, wicemistrzem w 1978, 1979, 1985 brązowym medalistą w 1975, 1977, 1983, 1988, 1989.
W 1981 zajął trzecie miejsce w Plebiscycie Przeglądu Sportowego na najlepszego sportowca Polski. Po zakończeniu kariery sportowej pracuje jako instruktor szermierki we Włoszech.